# Penama
Penama je pokrajina u državi Vanuatu u južnom Pacifiku. 

## Etimologija
Isto kao kod ostalih šest pokrajina Vanuatua, njeno ime umjetna je tvorevina i sastoji se od početnih slova otoka koje čine tu pokrajinu: Pentecôte, Ambae i Maéwo.

## Zemljopis
Smještena je južnije od vanuatske provincije Torba, istočno od Sanmae i sjeverno od provincije Malampae.

### Otoci
| Ime       | Broj stanovnika | Površina u km2 |
| --------- | --------------- | -------------- |
| Ambae     | 10 407          | 398            |
| Maewo     | 3 569           | 269            |
| Pentecost | 16 843          | 490            |

## Stanovništvo
Provincija ima 26.500 stanovnika, na površini od 1198 km².